# Madame se meurt
Pour plus de détails, voir Fiche technique et Distribution.
Madame se meurt est un film français réalisé par Jean Cayrol et Claude Durand, sorti en 1961.

## Fiche technique
- Titre : Madame se meurt
- Réalisation : Jean Cayrol et Claude Durand
- Scénario : Jean Cayrole et Claude Durand
- Photographie : Quinto Albicocco
- Son : Philippe Arthuys
- Montage : Odile Terzieff
- Société de production : Argos Films
- Tournage : Villers-sur-Mer[1]
- Pays :  France
- Durée : 17 minutes
- Date de sortie : France - 15 septembre 1961

## Distribution
- Suzanne Flon : voix

## Sélection
- Journées internationales du film de court métrage de Tours 1961[2]